# Verwaltungsgemeinschaft Aiterhofen
Die Verwaltungsgemeinschaft Aiterhofen liegt im niederbayerischen Landkreis Straubing-Bogen und wird von folgenden Gemeinden gebildet:
1. Aiterhofen, 3532 Einwohner, 43,09 km²
2. Salching, 2829 Einwohner, 22,00 km²

Sitz der 1978 gegründeten Verwaltungsgemeinschaft ist Aiterhofen.
Der Verwaltungsgemeinschaft gehörte von der Gründung am 1. Mai 1978 bis 31. Dezember 1979 auch die Gemeinde Feldkirchen an.